# Женщины в Таджикистане
Ряд культурных особенностей Таджикистана и тяжёлая экономическая ситуация в стране заставляет обратить внимание на положение женщин в Таджикистане.

## Женщина в культуре Таджикистана

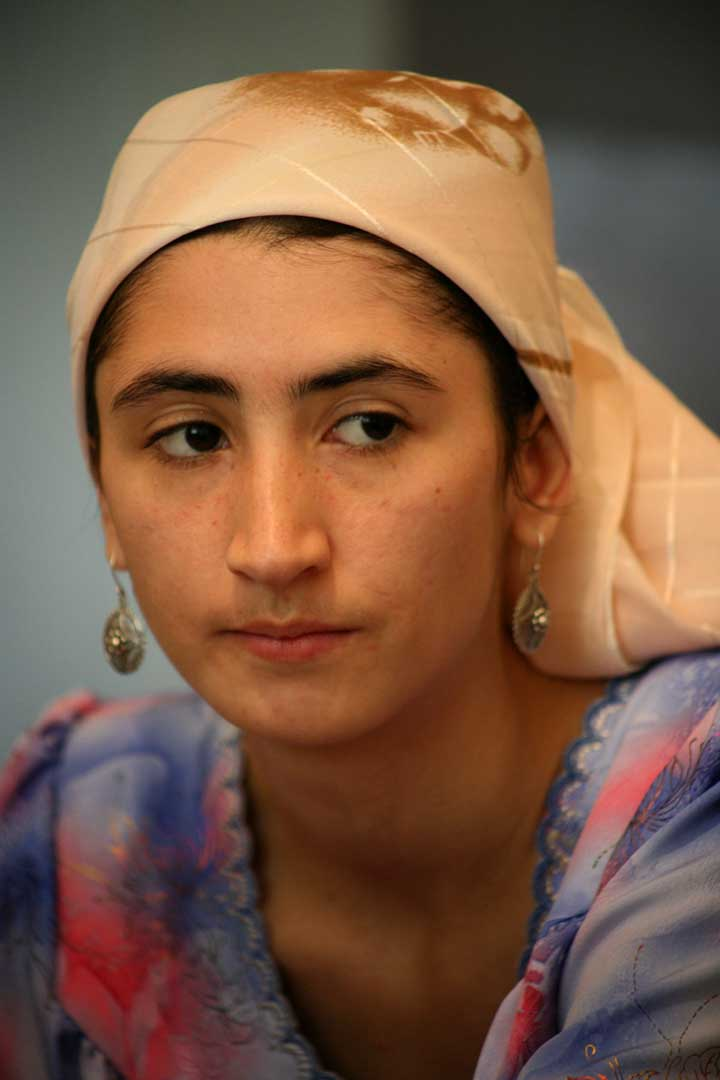
Молодая таджикская женщина

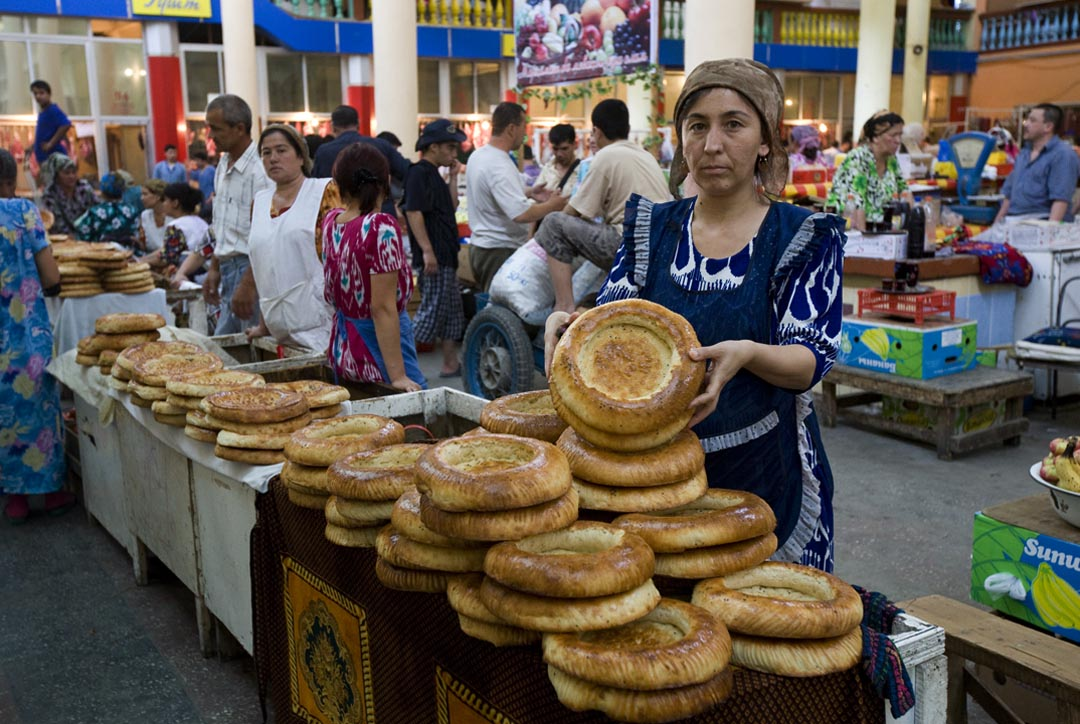
Таджикские женщины продают хлеб на местном рынке

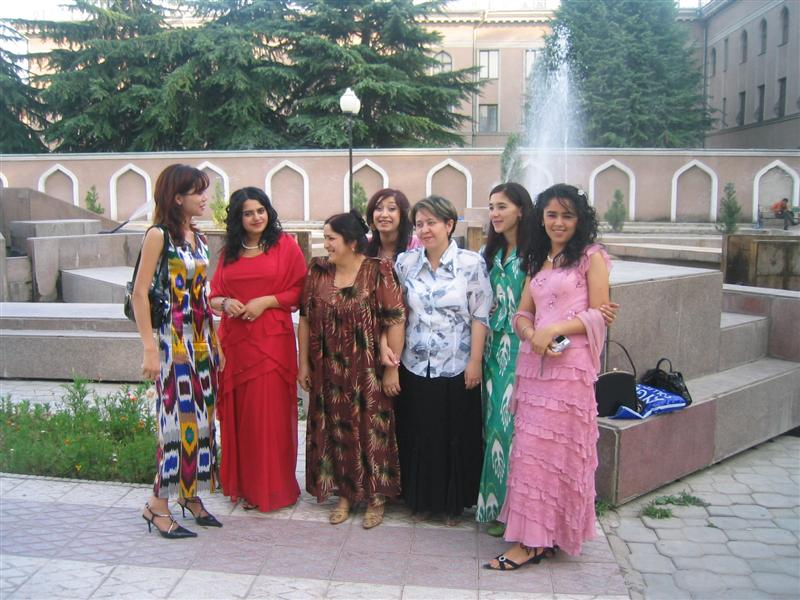
Таджикские женщины и девушки

Таджикистан - страна в Центральной Азии с населением, состоящим в основном из таджиков (84,3%), узбеков (13,8%), а также кыргызов, русских, туркменов, татар и арабов. Кроме того, Таджикистан является одним из самых бедных государств постсоветского пространства. По состоянию на 2015 год, только 26,8% населения проживало в городах. В 1990-х годах, после распада Советского Союза, гражданская война 1992-97 годов нанесла серьёзный ущерб её и без того слабой экономике. Большинство населения Таджикистана (около 90%) мусульмане-сунниты.
В Таджикистане женщины, несмотря на патриархальное общество, обладают высоким уровнем грамотности - 99,7% (на 2015 год). Однако в то же самое время, применение современных методов контрацепции в стране низкое - лишь 27,9% женщин используют их (на 2012 год). В целом, коэффициент фертильности в Таджикистане невысок и составляет 2,71 ребёнка на женщину (оценка 2015 года).

## История
Ранее в Таджикистане проводилась политика, направленная на улучшение положения женщин в обществе. В 1930-х годах советские власти начали кампанию за равноправие женщин, которая оказала влияние на все страны Средней Азии. В конечном итоге эти программы привели к значительным изменениям, но в начале их реализации они вызвали сильное общественное сопротивление. Некоторые женщины, которые нарушали традиционные правила, например, появлялись в общественных местах без чадры, подвергались изоляции со стороны общества и даже убийствам со стороны родственников за нанесённый семье позор.
В период Второй мировой войны занятость женщин вне дома значительно выросла. Поскольку большинство мужчин были призваны на фронт, женщины компенсировали нехватку рабочей силы. Однако, после войны, занятость женщин в 
промышленности продолжала расти.
В начале 1980-х годов женщины составляли 51 процент населения Таджикистана. Они также составляли 52 % рабочей силы в колхозах, 38 % промышленной рабочей силы, 16 % работников транспорта, 14 % работников связи и 28 % гражданских слуг. Но стоит уточнить, что эти данные включают женщин русской и других национальностей, не относящихся к народам Центральной Азии.
В середине 1980-х годов около половины женщин в сельских районах Таджикистана работали только дома. В то время неполная занятость женщин стала важной политической проблемой в республике, так как советская пропаганда изображала ислам как регрессивное влияние на общество. Тем не менее, некоторые эксперты считают, что проблема занятости женщин была более сложной. Многие женщины оставались дома не только из-за традиционных взглядов на женскую роль в семье, но и из-за отсутствия образования и профессиональной подготовки.
К концу 1980-х годов в Таджикистане в целом в дошкольных учреждениях обучалось 16,5% детей соответствующего возраста, а в сельской местности только 2,4%.
Женщины были ключевой рабочей силой в некоторых областях сельского хозяйства, таких как производство хлопка, выращивание овощей и фруктов. Однако на государственных и управленческих должностях женщины были представлены слабо. В отличие от мужчин, которые руководили Коммунистической партией Таджикистана, правительством и хозяйственными организациями. В течение последних десятилетий XX века социальные нормы Таджикистана и даже государственная политика только благоприятствовали традиционалистскому отношению к женщинам, что допускало избиение и произвольное увольнение женщин с ответственных должностей. В позднесоветский период таджикские девушки все ещё часто выходили замуж в несовершеннолетнем возрасте, несмотря на официальное осуждение этой практики как пережитка феодального прошлого.
В 1990-х годах жестокий гражданский конфликт дестабилизировал Таджикистан, что привело к трудностям в экономике, безработице и социальным проблемам. Как следствие, многие люди, в основном мужчины, работавшие в строительной отрасли или на других низкоквалифицированных работах, уехали за границу в поисках работы. По оценкам, к 2009 году около 800 000 таджиков работали в России. Женщины, которые остались дома, часто сталкиваются с крайней нищетой и вынуждены заниматься натуральным хозяйством. В 2003 году было подсчитано, что 64% таджиков жили за чертой бедности.
С 2000-х годов в Таджикистане нарастал контроль в религиозной жизни населения, одним из проявлений стал негласный запрет на использование мусульманками хиджаба. В 2024 году запрет на хиджаб в Таджикистане ввели законодательно.

## Домашнее насилие
В Таджикистане насилие в семье является распространённой проблемой из-за сохранения традиционных патриархальных ценностей и отсутствия вмешательства государства в семейные дела. Около половины женщин в Таджикистане сталкиваются с насилием со стороны близких родственников или своих мужей. Это насилие может быть физическим, психологическим или сексуальным, и является серьёзной проблемой для женщин в стране. Более того, в таджикском обществе домашнее насилие часто оправдывается: по данным ЮНИСЕФ, 62,4% женщин в Таджикистане оправдывают избиение жены, если она ушла, не сообщив мужу; 68% - если она спорит с мужем; 47,9% - если она отказывается от секса с мужем. Другое исследование также показало, что женщины и мужчины в целом согласны с тем, что муж или свекровь имеют право бить жену или невестку, которые "возражают", не слушаются, уходят из дома без разрешения, не готовят обед вовремя или не заботятся о детях должным образом.
Неправительственные организации, поднимающие женские проблемы, впервые разработали законопроект о предотвращении насилия в отношении женщин в 2007 году. Однако, после трёх лет ожиданий, не было достигнуто никакого прогресса, и основатель и глава Ассоциации "Женщина и общество" Муясара Бобоханова обратилась к президенту за помощью. Она попросила рабочую группу, состоящую из законодателей, представителей НПО и других органов власти, встретиться с международными организациями для обсуждения проблемы насилия в отношении женщин. В первоначальном законопроекте основное внимание было уделено профилактике насилия. В рамках профилактики были предложены меры по устранению причин насилия, таких как безработица и социальная нестабильность, а также предоставлена юридическая и психологическая помощь жертвам. В 2013 году в Таджикистане был принят закон «О предупреждении насилия в семье».

## Насильственные и ранние браки
Официально в Таджикистане законодательно запрещены ранние и насильственные браки, однако эта практика все ещё распространена. Рост числа ранних браков связан с гражданской войной, когда родители выдавали своих дочерей замуж, чтобы защитить их от изнасилования и сохранить "репутацию" семьи. Помимо этого, родители вынуждены устраивать ранние браки из-за страха за будущее своих дочерей, которые могут остаться незамужними, что считается неприемлемым в стране.

## Доля женщин в органах власти
В местных органах власти Таджикистана участие женщин остаётся низким. Только 15,2% избранных депутатов в сельских районах - женщины. Однако в Горно-Бадахшанской автономной области на востоке страны процент женщин-депутатов в сельских районах достигает примерно 21,2%, что является наиболее высоким показателем в стране.

## Женщины в правоохранительных органах
В 2009 году был создан Пограничный колледж ОБСЕ в Душанбе для подготовки специалистов по пограничной безопасности из разных государственных органов. Основная задача программы заключалась в повышении безопасности на границе Таджикистана и Афганистана на юге страны. Сначала колледж в основном привлекал мужчин, с 2009 по 2013 год около 90% участников были мужчинами. Колледж ОБСЕ для руководящего состава в Душанбе начал предлагать специальные учебные программы для женщин, чтобы повысить гендерное равенство и дать женщинам возможность карьерного роста в области пограничной безопасности. Исследование, проведённое Международной организацией по миграции, показало, что женщины-пограничники более эффективны, чем их мужские коллеги, в обнаружении случаев торговли людьми, урегулировании конфликтов и обнаружении поддельных документов. С тех пор Таджикские пограничные войска работают над привлечением большего числа женщин в агентство. К настоящему времени колледж завершил шесть курсов обучения лидерству специально для женщин в их работе по продвижению гендерного равенства и расширению прав и возможностей женщин.